# Deinopis
Deinopis là một chi nhện trong họ Deinopidae.

## Các loài
- Deinopis amica Schiapelli & Gerschman, 1957
- Deinopis anchietae Brito Capello, 1867
- Deinopis armaticeps Mello-Leitão, 1925
- Deinopis aruensis Roewer, 1938
- Deinopis aspectans Pocock, 1899
- Deinopis aurita F. O. P.-Cambridge, 1902
- Deinopis biaculeata Simon, 1906
- Deinopis bituberculata Franganillo, 1930
- Deinopis bucculenta Schenkel, 1953
- Deinopis camela Thorell, 1881
- Deinopis celebensis Merian, 1911
- Deinopis cornigera Gerstäcker, 1873
- Deinopis cylindracea C. L. Koch, 1846
- Deinopis cylindrica Pocock, 1898
- Deinopis diabolica Kraus, 1956
- Deinopis fasciata L. Koch, 1879
- Deinopis fasciculigera Simon, 1909
- Deinopis fastigata Simon, 1906
- Deinopis giltayi Lessert, 1930
- Deinopis goalparaensis Tikader & Malhotra, 1978
- Deinopis granadensis Keyserling, 1879
- Deinopis guasca Mello-Leitão, 1943
- Deinopis guianensis Taczanowski, 1874
- Deinopis guineensis Berland & Millot, 1940
- Deinopis kollari Doleschall, 1859
- Deinopis lamia MacLeay, 1839
- Deinopis liukuensis Yin, Griswold & Yan, 2002
- Deinopis longipalpula Strand, 1913
- Deinopis longipes F. O. P.-Cambridge, 1902
- Deinopis madagascariensis Lenz, 1886
- Deinopis mediocris Kulczynski, 1908
- Deinopis ornata Pocock, 1902
- Deinopis pallida Mello-Leitão, 1939
- Deinopis pardalis Simon, 1906
- Deinopis plurituberculata Mello-Leitão, 1925
- Deinopis ravida L. Koch, 1879
- Deinopis reticulata (Rainbow, 1899)
- Deinopis rodophthalma Mello-Leitão, 1939
- Deinopis schomburgki Karsch, 1878
- Deinopis schoutedeni Giltay, 1929
- Deinopis seriata Simon, 1906
- Deinopis spinosa Marx, 1889
- Deinopis subrufa L. Koch, 1879
- Deinopis tabida L. Koch, 1879
- Deinopis tuboculata Franganillo, 1926
- Deinopis unicolor L. Koch, 1879